# Jimmi Roger Pedersen
Jimmi Roger Pedersen (født 1965) er en dansk kontrabassist og komponist. Han er født og opvokset i København og har studeret et halvt år på Rytmisk Musikkonservatorium – allerførste årgang i 1986. Pedersen har senere stiftet eget pladeselskab og udgivet 2 solo bas cd'er: Bass Only (2004) og Bass Beyond (2007). Begge cd'er er med egne kompositioner. Desuden har han udgivet bas-teknikhæfter, Skandinavisk Kontrabasteknik, som forklarer og videreudvikler en spillestil præget af den nu afdøde NHØP. Jimmi Roger Pedersen og den amerikanske pianist Horace Parlan har siden 90'erne spillet sammen ved flere lejligheder.[kilde mangler]. 
Pedersen blev i August 2009 nomineret som bedste solo instrumentalist ved verdens største award "The 2009 JPF Music Awards Nashville" i Tennessee i USA.